# ویرجین اکسپرس
ویرجین اکسپرس (انگلیسی: Virgin Express) شرکت هواپیمایی بلژیکی است، که در سال ۱۹۹۶ تأسیس شد.